# Sossusvlei
Sossusvlei (včasih napisano Sossus Vlei) je solna in glinasta kotanja, (efemeridno jezersko dno ali ostanek endoreične kotline) , obkrožen z visokimi rdečimi sipinami. Je v južnem delu puščave Namib v narodnem parku Namib - Naukluft v Namibiji. Ime "Sossusvlei" se pogosto uporablja v širšem pomenu in se nanaša na okolico (tudi z drugimi sosednjimi močvirji (vlei) kot Deadvlei in drugimi visokimi sipinami), ki so ena glavnih turističnih zanimivosti v Namibiji. 
Ime "Sossusvlei" je mešanega izvora in v grobem pomeni "mrtev in močvirje". Vlei je afrikanska beseda za močvirje, medtem ko sossus pomeni brez vrnitve ali slepa ulica. Ime je povezano s tem, da je to endoreična kotlina ali povodje (tj. porečje brez odtokov) občasne reke Tsauchab.

## Okoljevarstvo
Območje spada v širšo regijo južnega Namiba enakih značilnosti (okoli 32.000 km²), ki se razteza med rekama Koichab in Kuiseb. Značilne so 
visoke sipine žive rožnate do oranžne barve z visoko koncentracijo železa v pesku in posledično oksidacijskimi procesi. Najstarejše sipine so močnejše rdečkaste barve. So med najvišjimi na svetu; mnoge od njih so višje od 200 m, najvišja pa je sipina Big Daddy, približno 380 metrov.
Najvišje in najstabilnejše sipine so delno pokrite z razmeroma bogatim rastlinjem, ki se v glavnem oskrbuje z vodo iz številnih podzemnih in občasnih rek, ki sezonsko poplavljajo kotanje, ustvarjajo močvirja, ki so lokalno znana kot vlei; ko so suhe, so zaradi visoke koncentracije soli videti skoraj bele barve. Drug pomemben vir vode je vlažnost, ki jo prinašajo vsakodnevne jutranje meglice z Atlantskega oceana.
Favna je na območju Sossusvleia sorazmerno bogata. Tu živijo predvsem majhne živali, ki lahko preživijo z malo vode, tudi številni členonožci, manjši plazilci in mali sesalci, kot so glodavci ali šakali. Večje živali so antilope (predvsem oriksi, skokonoge gazele) in noji. V sezoni pred poplavami prileti po močvirjih in rekah več vrst ptic selivk. Veliko živali Sossusvleia in Namiba je endemična in zelo prilagojena posebnostim Namiba. Predvsem so tu megleni hrošči ali namibski puščavski hrošči Stenocara gracilipes, ki so razvili način zbiranja vode iz zgodnjih jutranjih meglic z udarci po hrbtu.

## Znamenitosti

### Sesriem
Dostop do območja Sossusvlei v narodnem parku Namib - Naukluft je od Sesriemskih vrat, ki so v okolici istoimenskega kanjona. Od Sesriema vodi 60 km dolga makadamska cesta do Sossusvleia.

### Sipina Elim
Sipina Elim je visoka in razmeroma na samem, 5 km od Sesriemskih vrat, na kraku glavne ceste, ki povezuje Sesriem s Sossusvleijem. Sipina je dobila ime po farmi na tem območju, preden je bil ustanovljen narodni park.

### Dune 45
Sipina leži 45 km od Sesriema na poti v Sossusvlei. Je zvezdna sipina na območju puščave Sossusvlei Namib. Ime je povezano s tem, da je na 45. kilometru ceste, ki povezuje Sesriemska vrata in Sossusvlei. Visoka je 80 m, sestavljena je iz 5 milijonov let starega peska, ki je prod ob reki Orange, zbran iz puščave Kalahari.
Ker je ob cesti, je sipina pogosto fotografirana, zlasti ob začetku in proti koncu dneva, ko je ena stran sipin v senci. Pogosto se obiskovalci nanjo tudi povzpnejo.

### Sossusvlei
Sossusvlei je približno 66 km oddaljen od Sesriemskih vrat. Zadnjih 6 km ceste je prevoznih le za štirikolesnike, ko se utrjena cesta konča in se začne peščena (kraj, kjer se utrjena cesta konča, je znan kot "parkiranje 2 x 4", saj se mora vsako vozilo, ki ni štirikolesnik, ustaviti tukaj). Sossusvlei je glinasta kotanja, približno eliptične oblike, narejena v skorji s soljo bogatega peska. Kotanjo je reka Tsauchab oblikovala dalj časa, saj so poplave v njej razmeroma redke, včasih mine več let med eno in drugo poplavo. Reka je suha večino leta in tudi ko ni, prinese sorazmerno malo vode. Vlei je obdan z visokimi oranžno-rdečkastimi sipinami, pokritimi z redkim rastlinjem, travami, grmičevjem in nekaj drevesi (predvsem vrste Acacia erioloba).

### Big Daddy
Big Daddy je najvišja sipina na območju Sossusvleia, ima okoli 325 metrov. Big Daddy je za Sossusvleiem v bližini Deadvleia za drugo zelo visoko sipino, znano kot Big Mama.

### Deadvlei
Deadvlei je še ena glinasta kotanja, približno 2 km oddaljena od Sossusvleia. Njena pomembna značilnost je, da je bila nekoč oaza z več akacijami; potem je reka, ki je zalivala oazo, spremenila svojo smer. Kotanja se je posušila in ostala so počrnela, mrtva akacijeva drevesa, živo nasprotje svetleči beli barvi slanega dna kotanje in močno oranžnih sipin. To ustvarja posebno zanimivo in nadrealistično pokrajino, ki se pojavlja na nešteto slikah. Uporabljena je bila tudi filmih in videoposnetkih.

### Hiddenvlei
Hiddenvlei (ali Hidden Vlei) je tretje najbolj znano močvirje na območju Sossusvleia, 4 km od parkirišča in je manj obiskana.

### Okamnele sipine
Okamnele sipine so peščene sipine, ki so se strdile v skalo in so na več krajih na območju Sossusvleia.

## Turizem
Ker je Sossusvlei verjetno najpomembnejša zanimivost Namibije, je namibijska oblast veliko naredila, da bi podprla in olajšala turizem na tem območju. Asfaltna cesta, ki je bila zgrajena v začetku leta 2000 za povezavo Sesriema in Sossusvleia oziroma parkirišča 2 x 4 , je ena redkih nemestnih asfaltiranih cest v Namibiji. Številni kraji za namestitev so ob meji narodnega parka med Sesriemom in najbližjim naseljem Solitaire. V zadnjem času so bile nastanitve zgrajene tudi v parku. Mogoče je poleteti nad sipinami z majhnimi letali (predvsem iz Swakopmunda in Walvis Baya) ali z baloni (iz Sesriema vzletijo zjutraj).

## Kultura
Sossusvlei ima očarljivo in nadrealistično pokrajino, zato je eden najpogosteje fotografiranih krajev v podsaharski Afriki. Območje je bilo objavljeno v številnih oglasih, glasbenih videospotih in filmih, še posebej v fantazijski zvrsti; najbolj znan je psihološki triler Celica (The Cell), 2000, v katerem je ta pokrajina uporabljena za sanjsko predstavo navidezne resničnosti.
Dokumentarec Samsara ima številne posnetke puščave ob duhovnem komentarju. Tu sta bila posneta tudi filma Padec (The Fall) in Jeklena zora (Steel Dawn). [1]